# Rudolph Berend Visser
Rudolph Berend Visser (Deventer, 3 september 1812 - Wiene, 27 december 1857) was een Nederlands burgemeester. Hij was tussen 1839 en 1857 achtereenvolgens burgemeester van de gemeente Steenwijk, Hengelo, Ambt Delden en Stad Delden. Tevens was hij van 1850 tot aan zijn dood lid van de Provinciale Staten van Overijssel. 
Visser was benoemd tot ridder in de Militaire Willems-Orde vierde klasse. Hij ligt begraven op de Algemene begraafplaats in Delden.